# Монумент в честь провозглашения советской власти на Украине
Монумент в честь провозглашения советской власти на Украине (укр. Монумент на честь проголошення Радянської влади в Україні) — ныне демонтированный памятник в Харькове, который располагался в сквере на площади Конституции.

## История
В Харькове в 1917 году прошёл Первый Всеукраинский съезд Советов, на котором было провозглашено образование УССР. Этот съезд проводился в здании бывшего Дворянского собрания, разрушенного в годы Великой Отечественной войны. На его месте был разбит сквер, на территории которого впоследствии и воздвигли монумент.
Закладку памятника произвели 25 декабря 1967 года. Через девять лет, 4 ноября 1975 года, монумент был открыт. Его открытие приурочили к 58-й годовщине октябрьской революции. С постройкой монумента также переименовали площадь Тевелева (название площади в 1919—1975) в площадь Советской Украины (название в 1975—1998).

## Архитектура
Монумент высотой 18 метров сделан из красного гранита. В скульптурной группе изображены стоящие под красными знамёнами пять стилизованных делегатов съезда. По центру располагается фигура рабочего, над которым высечен серп и молот. По левую руку от него стоят женщина-труженица и матрос, по правую — солдат и молодой рабочий. На знамёнах с южной стороны высечены лозунги: «Власть — народам!» и «Земля — селянам!», а с северной — укр. «Вся влада Радам!» («Вся власть Советам!»). Под памятником на гранитном пьедестале надпись: укр. «24-25 грудня 1917 року в Харкові відбувся Перший всеукраїнський з'їзд Рад, який проголосив утворення Української Радянскої Соціалістичної Республіки» («24-25 декабря 1917 года в Харькове состоялся Первый всеукраинский съезд Советов, который провозгласил создание Украинской Советской Социалистической Республики»).
| с южной стороны | по центру | с северной стороны |

## Народное название
Из-за специфичной архитектуры памятника и расположенного сразу позади него пятиэтажного, также красного, бывшего здания ломбарда (с 1990-х годов Харьковский исторический музей), среди харьковчан распространено ироничное название для памятника «Пятеро из ломбарда», или «Пятеро из ломбарда несут холодильник».
Данное название прижилось по аналогии: в 1948 году, в трудное послевоенное время, в городе проходил громкий уголовный процесс под названием «Шестеро из ломбарда». Судили сотрудников харьковского городского ломбарда, которые принимали у граждан вещи по заниженным ценам и в случае невозврата переоформляли их по настоящей цене; специально запутывали бухучёт, делали незаконные перезалоги одной и той же вещи, скупали и продавали краденое и в итоге 17 июня 1948 года были приговорены к высшей мере наказания (расстрелу).

## Демонтаж памятника
В 2007 году возникла идея кардинальной реконструкции площади Конституции. Окончательно утверждённого проекта реконструкции пока нет, но памятник предлагают перенести из центра города на окраину в район ХТЗ, и там установить его возле ДК «ХТЗ» на проспекте Серго Орджоникидзе.
В июне 2011 года начался демонтаж памятника, хотя по заявлению его автора скульптора Овсянкина (ныне покойного), разобрать без повреждений памятник невозможно, так как он сделан из огромных неразборных гранитных блоков, скрепленных штырями цветного металла, а в основании — гранитная плита весом несколько десятков тонн. Непосредственно разрезание блоков памятника началось 12 июля 2011 года.
На данный момент, на его месте установлен памятник независимости «Летящая Украина».
После этого монумент в честь провозглашения Советской власти на Украине хранился на территории КП «Зеленстрой». Его планировали смонтировать в сквере Советской Украины на ХТЗ, как только появится финансирование. Однако после принятия закона о декоммунизации проект не может быть реализован.